# Программирование методом подбора
Программирование методом подбора, которое иногда называют «случайным программированием», — это подход к разработке программного обеспечения, при котором программист решает проблему итеративно, делая небольшие изменения (перестановки) и тестирование каждого изменения, чтобы увидеть, ведёт ли оно себя, как хотелось бы. Такой подход иногда кажется привлекательным, когда программист не в полной мере понимает код и считает, что одно или несколько небольших изменений может привести к коду, который является правильным.

## Пример
Например, следующий пример кода C (предназначен для поиска и копирования последовательности цифр из большой строки) имеет несколько проблем:
```
#include
 
<stdio.h>

#include
 
<string.h>

#include
 
<ctype.h>

int
 
main
(
void
)

{

    
const
 
char
*
 
buffer
 
=
 
"123abc"
;

    
char
 
destination
[
10
];

    
int
 
i
 
=
 
0
;

    
int
 
j
 
=
 
0
;

    
int
 
l
 
=
 
strlen
(
buffer
);

    
while
 
(
i
 
<
 
l
)
 
{

        
if
 
(
isdigit
(
buffer
[
i
]))
 
{

            
destination
[
j
++
]
 
=
 
buffer
[
i
++
];

        
}

        
++
i
;

    
}

    
destination
[
j
]
 
=
 
'\0'
;

    
printf
(
"%s
\n
"
,
 
destination
);

}

```

Во-первых, он не даёт правильного результата. Для заданной начальной строки он печатает «13», в то время как правильным результатом является «123». Программист, не видящий структурной проблемы, может ухватиться за одну команду, сказав: «Ага, здесь лишнее увеличение на единицу». Он удаляет строку «++i», но при тестировании программа попадает в бесконечный цикл. «Ой, неправильный инкремент». Предыдущее выражение возвращается на место, а строкой выше удаляется постфиксный инкремент переменной i:
```
    
if
 
(
isdigit
(
buffer
[
i
]))
 
{

        
destination
[
j
++
]
 
=
 
buffer
[
i
];

    
}

```

В ходе тестирования код теперь выдаёт правильный ответ, «123». Программист удовлетворённо вздыхает: «Вот, вот и всё. Теперь всё готово». Дополнительное тестирование с другими входными строками подтверждает этот вывод.
Однако, поскольку программист не утруждает себя полным пониманием кода, остаются следующие проблемы:
- Если ввод содержит несколько чисел, разделённых нецифровыми символами, например «123аб456», в целевой буфер попадут все цифры подряд.
- Если ввод длиннее целевого буфера, то целевой буфер переполнится.
- Если ввод длиннее INT_MAX, то поведение становится неопределённым, поскольку strlen() возвращает беззнаковое целочисленное значение типа size_t, в котором может храниться значение, большее максимума для знакового целочисленного (int).
- Если на используемой платформе тип char — знаковый и ввод содержит символы не из диапазона от 0 до UCHAR_MAX после приведения к int, то вызов isdigit() приводит к неопределённому поведению.

Хотя решение окажется подходящим для определённого набора вводимых данных, оно не является корректным для всех таких наборов, и замечания к такому коду будут возникать в течение долгого времени.